# Intersindical Nacional dos Traballadores Galegos
La Intersindical Nacional dos Traballadores Galegos (Intersindical Nacional de los Trabajadores Gallegos, INTG) fue un sindicato nacionalista gallego que se formó en 1981 tras la unión de la Intersindical Nacional Galega (ING, Intersindical Nacional Gallega) y la Central de Traballadores Galegos (CTG, Central de Trabajadores Gallegos).
En enero de 1982 celebró el primer Congreso, en el que salió elegido secretario general Lois Ríos. En 1982 se integró en ella la Confederación Sindical Galega (Confederación Sindical Gallega) y en las elecciones sindicales de 1982 consiguió 1.649 delegados en Galicia (18'5%). En 1983 Xan Carballo fue elegido nuevo secretario general. En mayo de 1984 se constituyó una corriente interna, Corverxencia Sindical Nacionalista (Convergencia Sindical Nacionalista), un sector próximo al Partido Socialista Galego-Esquerda Galega, que mayoritariamente provenía de la CTG y la CSG y que en 1985 se escindió finalmente para constituir la Confederación Xeral de Traballadores Galegos (CXTG, Confederación General de Trabajadores Gallegos). En las elecciones sindicales de 1986 la INTG consigue 1.067 delegados, quedando por debajo de la CXTG. En mayo de 1987 celebra su III Congreso, que elige a Manuel Mera como secretario general en un ambiente de tensión que se reflejó en las elecciones para el secretariado, centradas en las relaciones con la CXTG, a la que concurrieron tres listas: la lista próxima al Bloque Nacionalista Galego consiguió 6 miembros, la próxima a la Frente Popular Galega y la de Assembleia do Povo Unido 1.
En 1990 forma con la CXTG la Converxencia Intersindical Galega para concurrir en coalición a las elecciones sindicales. Esta coalición, al unirse definitivamente en 1994, se transformó en la Confederación Intersindical Galega (CIG).
- Datos: Q3297960
- Multimedia: Intersindical Nacional dos Traballadores Galegos / Q3297960